# شاهزاده کریستین هسن
شاهزاده کریستین هسن (دانمارکی: Christian af Hessen; ۱۴ اوت ۱۷۷۶ – ۱۴ نوامبر ۱۸۱۴) پرسنل نظامی و سیاست‌مدار اهل دانمارک بود.